# باتريك لانجفورد
باتريك لانجفورد هو عسكري كندي، ولد في 4 نوفمبر 1919 في إدمونتون في كندا، وتوفي في 31 مارس 1944.